# Лангенмозен
Лангенмозен (нем. Langenmosen) — община в Германии, в земле Бавария. 
Подчиняется административному округу Верхняя Бавария. Входит в состав района Нойбург-Шробенхаузен. Подчиняется управлению .  Население составляет 1500 человек (на 31 декабря 2010 года). Занимает площадь 23,89 км².
Коммуна подразделяется на 4 сельских округа.